# Vetuța Stănescu
Vetuța Stănescu (n. 29 septembrie 1969, Sălașu de Sus, România) este un deputat român, ales în 2020 din partea PNL. 